# Kerkstraat 13 (Bredevoort)

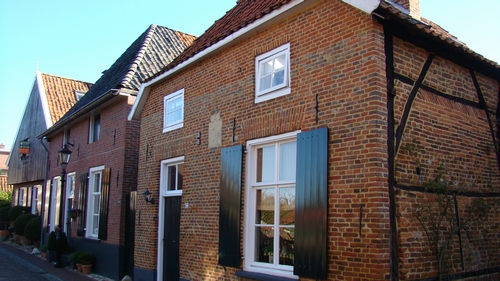
Kerkstraat 13 te Bredevoort

Kerkstraat 13 is een rijksmonument aan de Kerkstraat in Bredevoort.

## Bouwkundige kenmerken
Het is een huisje bestaande uit alleen een begane grond onder een wolfsdak. De zijgevels bestaan uit stijl en regel (vakwerk) en moet zijn oorsprong ergens in de 16e eeuw vinden. In de voorgevel is een verweerde gevelsteen geplaatst. De gevelsteen heeft een onleesbaar opschrift en wapen. Het is onbekend of dit met opzet gebeurd is, of door verwering. Ook onbekend is de inhoud van de gevelsteen.